# 桃仁
桃仁为桃或山桃的成熟种子。是常用的中药之一。
桃仁首见于《本经》。功能活血祛瘀、润肠通便。用于桃红四物汤、生化汤、桂枝茯苓丸、桃核承气汤、五仁丸、苇茎汤、大黄牡丹皮汤等方剂中。

## 外部連結
- 桃 Tao （页面存档备份，存于） 藥用植物圖像數據庫 (香港浸會大學中醫藥學院) （中文）（英文）
- 桃仁 中藥材圖像數據庫  (香港浸會大學中醫藥學院) （中文）（英文）
- 桃仁 Tao Ren （页面存档备份，存于） 中藥標本數據庫 (香港浸會大學中醫藥學院) （繁體中文）（英文）
- 桃紅四物湯 （页面存档备份，存于） 中藥方劑像數據庫  (香港浸會大學中醫藥學院) （中文）（英文）
- 生化湯 （页面存档备份，存于） 中藥方劑像數據庫  (香港浸會大學中醫藥學院) （中文）（英文）
- 桂枝茯苓丸 （页面存档备份，存于） 中藥方劑像數據庫  (香港浸會大學中醫藥學院) （中文）（英文）
- 桃核承氣湯 （页面存档备份，存于） 中藥方劑像數據庫  (香港浸會大學中醫藥學院) （中文）（英文）
- 五仁丸 （页面存档备份，存于） 中藥方劑像數據庫  (香港浸會大學中醫藥學院) （中文）（英文）
- 葦莖湯 （页面存档备份，存于） 中藥方劑像數據庫  (香港浸會大學中醫藥學院) （中文）（英文）